# Fahad Al-Mirdasi
Fahad Al-Mirdasi (Riad, 16 de agosto de 1985) es un árbitro de fútbol saudí quien también es árbitro FIFA desde 2011.

## Trayectoria
Es uno de los árbitros de la Copa Asiática 2015. Él ha arbitrado cuatro partidos en el Mundial de fútbol sub-20 del 2015 incluyendo la final.
Al-Mirdasi fue uno de los árbitros en el torneo de Fútbol Olímpico en Río 2016.
En 2018, la Federación de Fútbol de Arabia Saudita (SAFF, por sus siglas en inglés) le impuso a Al-Mirdasi una suspensión de por vida por actuar como árbitro basándose en acusaciones de amaño de partidos. Antes de la prohibición, la FIFA había seleccionado a Al-Mirdasi para arbitrar la Copa Mundial de la FIFA 2018.